# Agrarismo
El movimiento agrario o agrarismo es un movimiento de masas en el cual los campesinos (personas que trabajan en la agricultura) participa activamente a través de diferentes asociaciones agrarias interclasistas desde el siglo XIX en distintos países, procurando una justa distribución de la tierra.

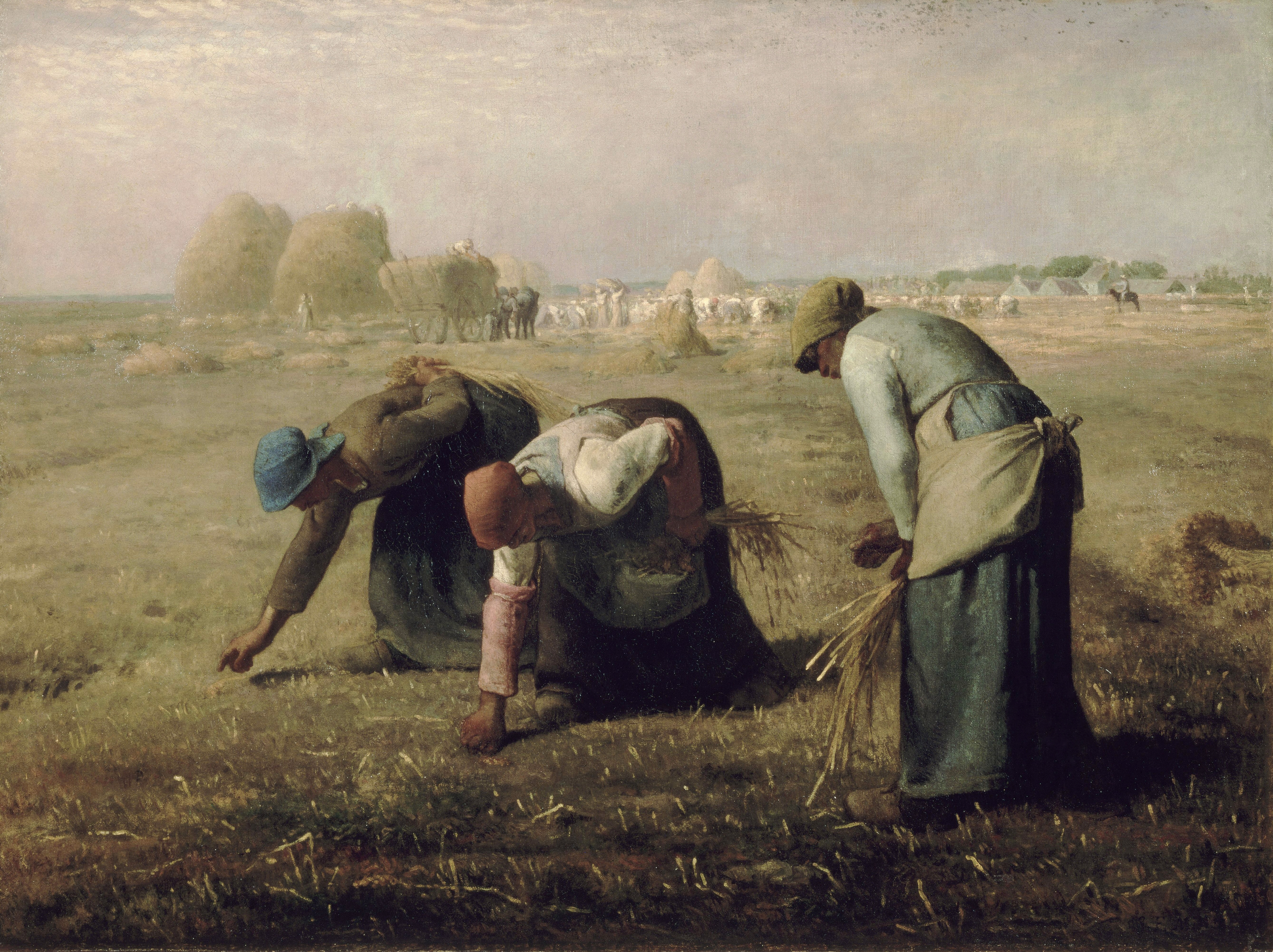
Campesinas en trabajo Agrícola, de la pintura Las espigadoras

## Ruralismo
El ruralismo es una filosofía social y política que hace hincapié en el punto de vista de que el cultivo de las plantas, o la agricultura, lleve a una vida más alegre y satisfactoria.

## Filosofía
En la introducción de su libro de 1969 titulado Agrarianism in American Literature (El Agrarismo en la literatura americana), M. Thomas Inge afirma que el Ruralismo sigue los siguientes principios:
- La agricultura de la tierra provee un contacto directo con la naturaleza; tras el contacto con la naturaleza el ruralista goza de una relación más cercana con Dios. Dentro de la agricultura existe un bien espiritual positivo; el agricultor consigue las virtudes de "honor, virilidad, confianza en sí mismo, coraje, integridad moral y hospitalidad" y sigue el ejemplo de Dios cuando crea orden desde el caos.
- El agricultor goza de un "sentido de identidad, un sentido como tradición histórica y religiosa, un sentimiento de pertenecer a una familia, un lugar y una región, y todos estos son beneficiosos psicológicamente y culturalmente". La armonía de esta vida mira las invasiones de una sociedad moderna que se encuentre fragmentada y aislada y que ha crecido a una escala inhumana.
- En contraste, la agricultura ofrece la independencia y autosuficiencia total. Ocupa una posición estable en el orden mundial. La vida urbana, el capitalismo y la tecnología destruyen nuestra independencia y dignidad mientras fomentan nuestros vicios y debilidades. La comunidad agricultural puede proveer pesos y contrapesos contra los desequilibrios de la sociedad moderna gracias a su fraternidad en la labor y la cooperación con otros ruralistas, mientras obedece los ritmos de la naturaleza. La comunidad ruralista es la sociedad modelo para la humanidad.

## Historia
Durante los años 1910 y 1920, el ruralismo obtuvo una atención popular significativa, pero se fue eclipsando durante el período de posguerra. Ha sido reanimado un poco en conjunción con el movimiento medioambientalista y tiene cada vez más partidarios.
Los pensadores ruralistas recientes a veces se llaman neorruralistas e incluyen a Wendell Berry y a Gene Logsdon. Se caracterizan por ver el mundo tras una lente agricultural. Aunque muchos principios de Inge todavía se aplican al nuevo ruralismo, han decrecido hasta cierto punto la afiliación con una religión particular y una tendencia patriarcal.

## Comienzos
El agrarismo surge como reacción de los grupos campesinos frente a los rezagos de feudalismo (latifundismo, proteccionismo e inexistencia de libre empresa) en los campos de la sociedad occidental. Esta situación impedía al campesinado tener un acceso libre y adecuado a la propiedad privada de la tierra lo que conllevaba la existencia de una trampa social; dado que en la época anterior a la industrialización del campo la productividad era muy baja y por tanto la extensión de la tierra era un elemento vital para obtener una rentabilidad significativa.

## Movimientos sociales similares
El ruralismo no es lo mismo que el movimiento back-to-the-land (vuelta a la tierra), pero puede resultar útil pensar en el movimiento con esos mismos términos. La filosofía ruralista no trata de fomentar en la gente el rechazo del progreso, sino que aspira a concentrar la atención en los bienes fundamentales de la tierra, en las comunidades de escala política y económica más limitada que en la vida moderna, y en la vida sencilla. Incluso cuando este cambio implica cuestionar el carácter "progresivo" de algunos desarrollos sociales y económicos recientes. Por tanto, el ruralismo difiere de la agricultura industrial, con su especialización en productos y escalas industriales.

## Movimiento agrarista
El movimiento agrarista y sus demandas han servido de plataforma para movimientos políticos tan distintos como el liberalismo, el comunismo o el fascismo. En la actualidad el agrarismo ha derivado hacia una defensa de los intereses agrícolas y de las poblaciones rurales, especialmente a través del cabildeo y las movilizaciones como grupo de presión ante los parlamentos en pos de políticas públicas favorables al mundo rural.
Pese a que, durante toda la modernidad, muchas ideologías y grupos de poder han intentado usar a los agricultores y ganaderos, algunas si que han conseguido entender las demandas de los núcleos rurales, como pueden ser: el indigenismo, el nacionalanarquismo, las comunidades New Age, y el anarcoprimitivismo.[cita requerida]

## Ruralistas famosos
El nombre "ruralista" se aplica tanto a figuras como Horacio y Virgilio como a Thomas Jefferson, además de trascendentalistas como Ralph Waldo Emerson y Henry David Thoreau, el movimiento de los ruralistas de los años 1920 y 1930 (también conocido como ruralistas Vanderbilt y escritores actuales Wendell Berry, Gene Logsdon, Allan Carlson, Victor Davis Hanson y Michael Bunker.
El líder de la Unión Nacional de Ruralistas Búlgaros, Aleksandar Stamboliyski, fue el único presidente de un Partido Ruralista que llegó a ser primer ministro de un gobierno con un solo partido ruralista, desde 1920 hasta 1923.
Los hermanos Otto Strasser y Gregor Strasser, con el llamado strasserismo, también podrían calificarse como ruralistas, dado que proponían el retorno a la tierra, la disolución de la sociedad industrial, el desmantelamiento de las fábricas y la reducción de las poblaciones urbanas.
También se puede incluir al revolucionario mexicano Emiliano Zapata que con frases como "La tierra es de quien la trabaja", proponía una redistribución de los cultivos, y entregar parcelas a campesinos, Zapata fue asesinado en el marco de la Revolución Mexicana, y sus proyectos conocidos como La Reforma Agraria, serían finalmente establecidos por el presidente Lázaro Cárdenas veinte años de la muerte de Zapata.